# Fernando Bob
Fernando Bob, właśc. Fernando Paixão da Silva (ur. 7 stycznia 1988 w Cabo Frio) – brazylijski piłkarz, występujący na pozycji ofensywnego pomocnika.

## Kariera
Fernando Bob rozpoczął piłkarską karierę we Fluminense FC, którego jest wychowankiem. W lidze brazylijskiej zadebiutował 23 sierpnia 2006 w przegranym 0:3 meczu z SE Palmeiras. W 2008 roku, od stycznia do maja przebywał na wypożyczeniu do Paulisty. Pierwsze 4 miesiące 2009 roku spędził na wypożyczeniu w kubie Boavista SC, w którym rozegrał 11 spotkań w rozgrywkach ligi stanowej Rio de Janeiro.
Od lipca do grudnia 2009 był zawodnikiem pierwszoligowego Avaí FC, w którym w lidze zadebiutował 23 lipca w wygranym 1:0 meczu z Grêmio.
Od stycznia 2010 do grudnia 2011 ponownie występował we Fluminense. W 2010 roku zdobył z Fluminense mistrzostwo Brazylii. W tamtym sezonie Fernando Bob wystąpił w 16 spotkaniach. W 2012 został wypożyczony do Atlético Goianiense. Następnie był wypożyczany do Vitórii oraz Ponte Prety. W 2015 roku został zawodnikiem Vitórii, która wypożyczała Boba do Ponte Prety oraz Internacionalu. Następnie podpisał kontrakt z Internacionalem. W 2017 roku był stamtąd wypożyczony do Ponte Prety.
W 2018 roku został zawodnikiem amerykańskiej Minnesoty United.